# Olsjön
Den här artikeln handlar om byn Olsjön i Grangärde socken. För sjön Olsjön, se Olsjön (sjö).
Olsjön är en by i Gränge-Säfsnäs församling, Ludvika kommun. Byn ligger på Bobergets norra sluttning, cirka 1,5 km söder om sjön Olsjön, på gränsen till Grangärde finnmark, mellan Saxdalen och Abborrberg.

## Historik
Byn nämns första gången under 1700-talets första årtionden. Under 1700- och 1800-talen var den huvudsakliga näringen för befolkningen kolning för Björnhyttans bruk och under 1900-talet skogsarbete samt arbete inom gruvdriften i Långfallsgruvan och i Blötbergets och Grängesbergs gruvor. Vattendrivet och sedermera tändkulemotordrivet sågverk fanns till 1950-talets slut, liksom en snickeriverkstad. Numera finns ett mindre sågverk i Strömmingsbäcken.
Befolkningstalet var som störst under 1800-talets senare hälft. Från 1800-talets mitt fanns skola vid Olsjömossen, där den mest kände läraren var Adolf Andersson, far till skalden Dan Andersson. Skolan ersattes vid sekelskiftet av ny skolbyggnad i Lövkullen. Lövkullens skola var i bruk till 1949. Därefter transporterades skolbarn till Saxdalens låg- och mellanstadieskola. Högstadieskola fanns i Grängesberg. Efter ytterligare skolnedläggningar 2016 transporteras låg- och mellanstadieelever till Blötberget och högstadieelever till Ludvika. Närmaste gymnasieskolor finns i Ludvika, VBU och ABB-gymnasierna. 
Livsmedelsaffären i byn lades ner i mitten av 1950-talet efter konkurrens från rullande Konsum-buss. I dag är ett knappt dussintal hushåll permanentboende.

## Olsjö kyrkstig

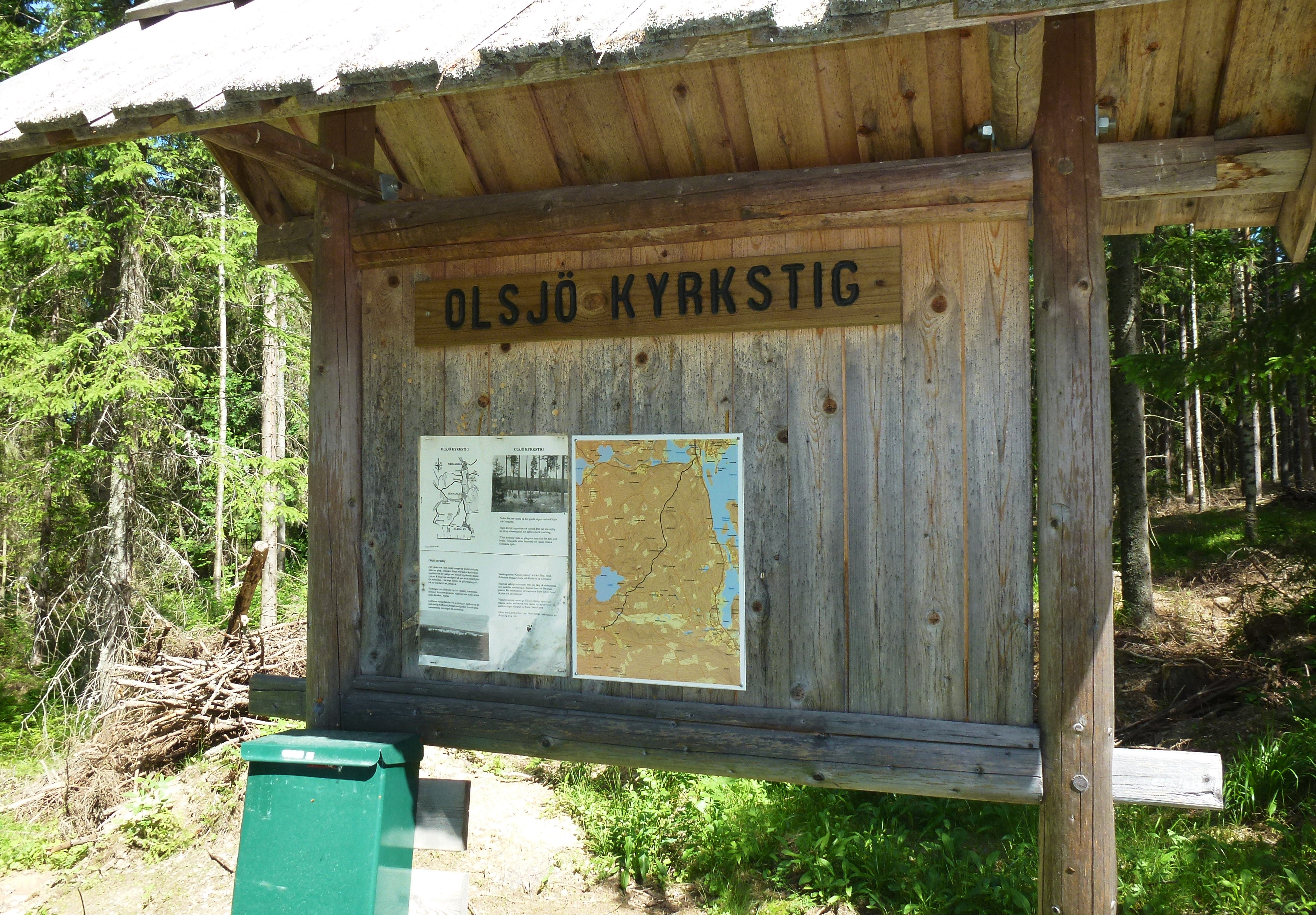
Olsjö kyrkstig infotavla.

Från Olsjön går en 8 km lång kyrkstig till Sunnansjö. Stigen användes av dem som bodde i södra delen av Grangärde finnmark och skulle besöka Grangärde kyrka. Stigen är röjd och märkt med gul färg på trädstammarna.